# Bumerang

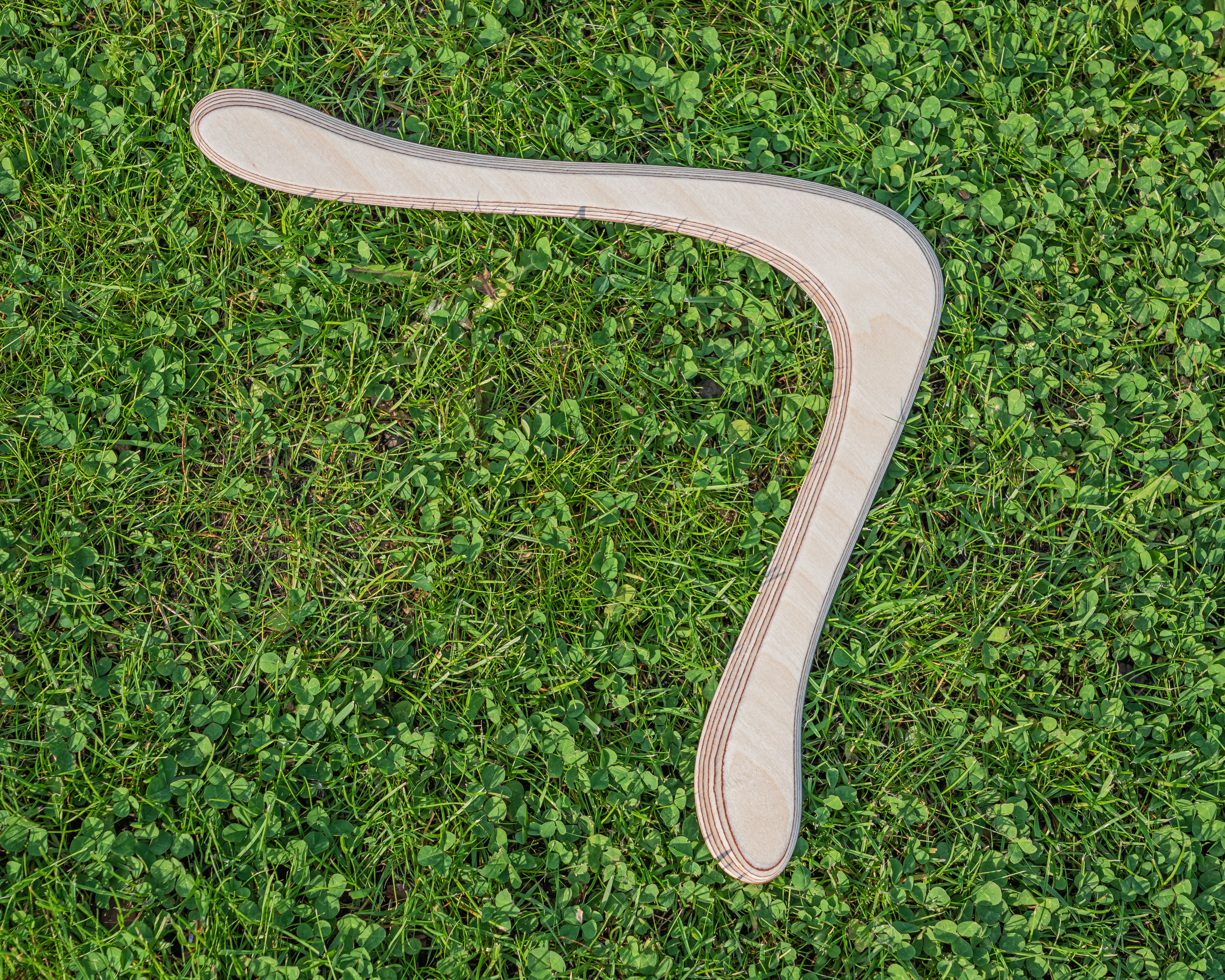
Återvändande bumerang

Bumerang är ett böjt, platt kastredskap, vanligen av trä, som användes för jakt och sport. Numer är det ett sportredskap som även används vid internationella tävlingar. Bumerangens ursprung kommer från ett klubbliknande kastvapen som användes som vapen eller till jakt och blev allmänt känd genom Australiens urbefolkning, aboriginerna, men det har också använts inom andra kulturer.

## Bakgrund
Den ursprungliga bumerangtypen var ett kastredskap som användes för jakt som inte återkom utan kastades med stor träffsäkerhet mot ett byte som senare utvecklades till en "kastklubba". Jakttekniken gick ut på att slänga klubban på ett byte för att knocka det eller på annat sätt göra det lättare att nå fram till det med spjut eller klubba. Denna typ av redskap går med andra ord i en rät linje och kallas egentligen kylie. Detta redskap användes dock inte bara som jaktvapen utan även som rytmiskt instrument. Formen på ett kylie-vapen liknar bumerangens böjda form och har därför trotts vara också det en bumerang.
Den riktiga återvändande bumerangen tros ha använts mer som en leksak eller någon typ av sportredskap, än som ett praktiskt redskap. Det är absolut inget vapen som det ofta beskrivs som. Förmodligen upptäcktes bumerangens egenskaper vid testning av en felkonstruerad kylie och har sedan utvecklas som en egen typ av kastredskap.[källa behövs]
Man tror förvisso att den kan ha använts för att eventuellt skrämma upp fåglar som sedan jagades med spjut. Bumerangen består av en nästan platt, vinkelböjd träribba, vars ovansida är välvd och undersida är plan eller något skålad. Snittet genom vingen är en typisk flygplansvinge i profil, ursprungligen skapad långt innan flygplanet uppfunnits. Den återvändande bumerangen användes mest i östra och västra Australien. Det finns bumeranger för både höger- och vänsterhänta kastare med egen utformning för respektive typ.
En samling bumeranger, och kylies, hittades vid utgrävningen av farao Tutankhamuns gravkammare, däribland en med guldvingar, detta fynd leder till frågan om var bumerangen egentligen uppfunnits. Bumerangen var också känd bland indianer i södra Kalifornien och i Indien. Den äldsta kända bumerangen har påträffats i Polen och visade sig vara åtskilliga tusen år äldre än den australiska aboriginska kulturen – cirka 20 000 år gammal.
Idag förekommer tävlingar i bumerangkastning över hela världen, dock främst i Tyskland och USA. Man tävlar bland annat i längdkastning, precisionskastning och trick.
Många kastare tillverkar sina egna bumeranger av trä, plast och även lättmetall.

## Australiensiska bumeranger

### Geografiska områden

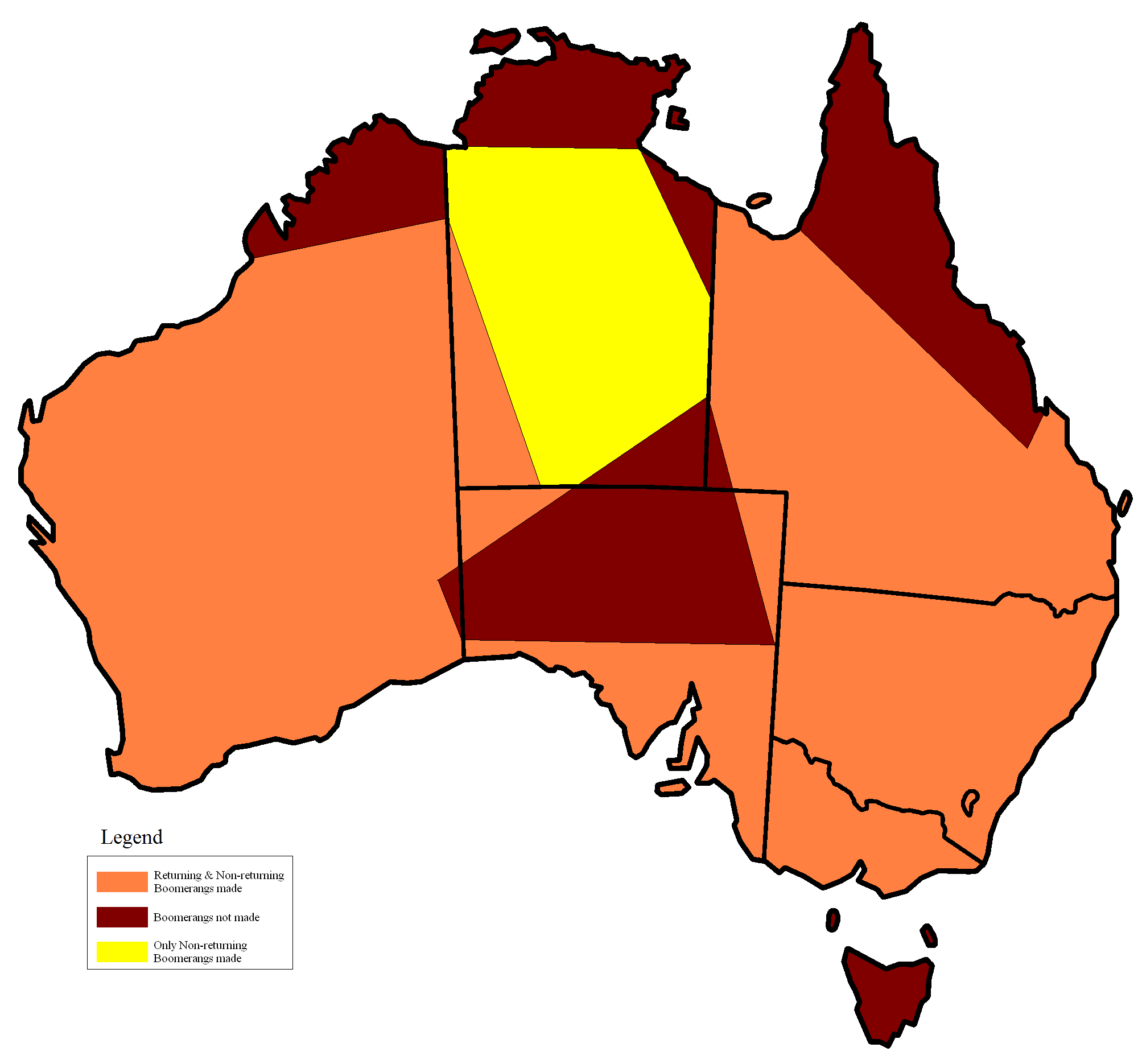
Bumeranganvändning i Australien

Bumeranger användes över Australien med undantag för nordligaste delarna i Western Australia, Northern Territory eller norra delen av Queensland, norra delen av South Australia eller på Tasmanien, se karta. I huvuddelen av de områden där bumerang brukades förekom både återvändande och icke återvändande bumerangtyper.

### Bumerangtyper

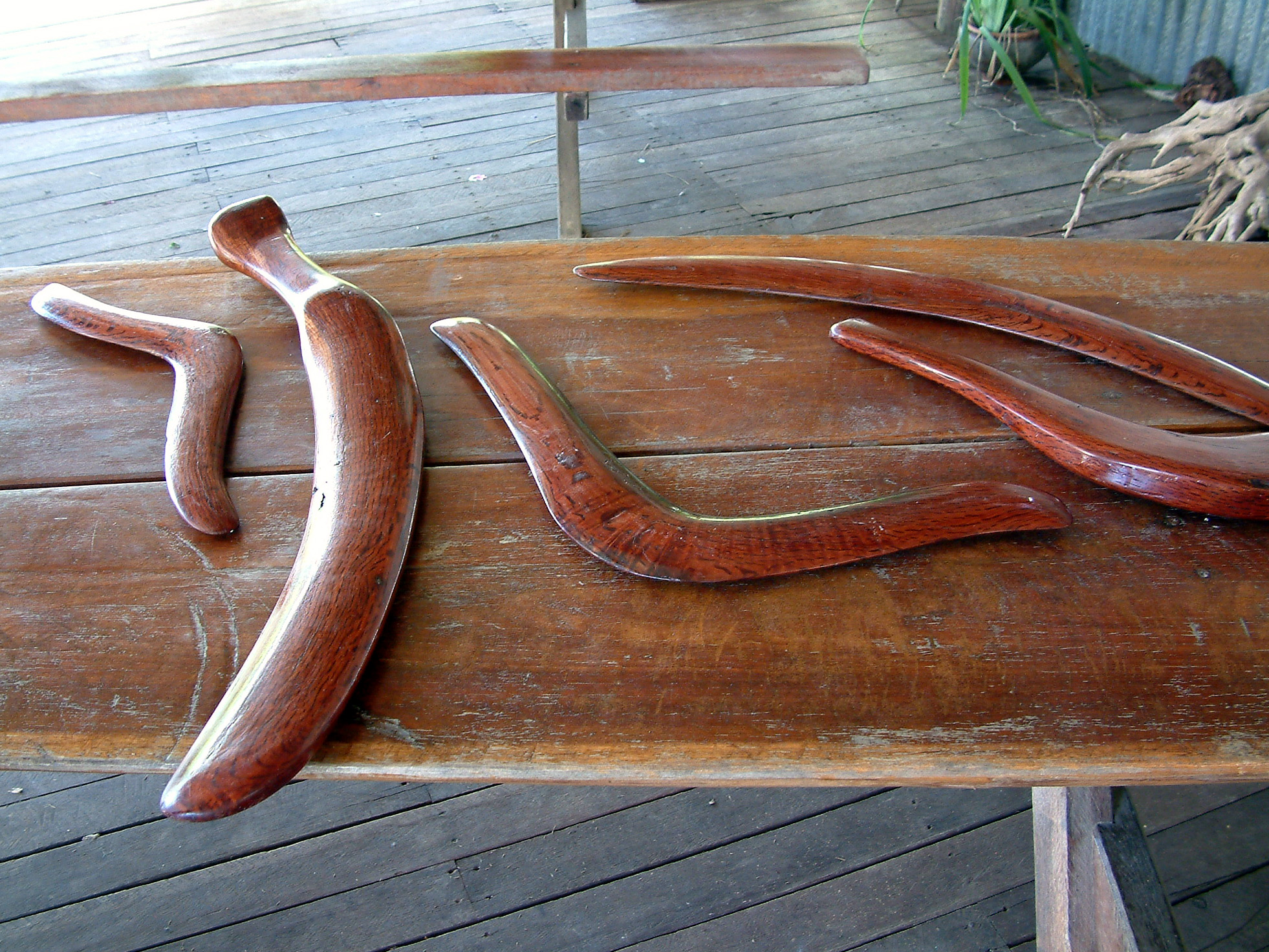
Exempel på bumerangtyper

De Australiensiska bumerangerna delas in efter om de återvänder till kastaren eller ej. Ursprungstypen är de icke återvändande, som användes för jakt och strid. Återvändande bumeranger uppstod ursprungligen för cirka 200 år sedan i New South Wales och har spridits därifrån.

#### Icke återvändande bumeranger
Icke återvändande bumeranger, som användes för jakt och strid indelas i huvudtyper.

##### Jaktbumeranger
Jaktbumerangerna tillverkades av rötter från hårda och sega träslag som akaciasläktet, mangrove med flera. De kunde därför även användas som verktyg och till och med som musikinstrument. En jaktbumerang var måttligt bågformad och kunde vara upp till två meter lång. De kastades utefter marken så de eventuellt stegrades längre bort. Vid strid var de fruktade bland motståndarna då det var svårt att bedöma deras bana. De kunde orsaka svåra skador på motståndaren. En jaktbumerang vägde vanligen mellan 1 och 2 kilo och kunde kastas upp mot 50 m.
Bumerangerna målades med ockra i mönster som var specifika för området och dess olika klaner.

##### Klubbformade bumeranger
Klubbformade bumeranger liknade jaktbumeranger, men var klubbformat uppdrivna i ena ändan och användes framför allt som stridsvapen även om de också kunde användas för jakt. De kunde vara ockrafärgade, ristade med mönster eller helt enkelt lämnade som rent putsat trä.

##### Hakformade bumeranger
Hakformade bumeranger var rena stridsvapen, formade i ena ändan som en hake. Vid närstrid kunde man haka fast motståndarens sköld med haken. Man kunde även använda bumerangen som kastvapen som på nära håll kunde få en liknande effekt på motståndarens sköld. Det hårda träet i den kunde härdas över eld och slipas till en vass egg, som även gick att skära med.
Hakformade bumeranger användes främst i centrala delarna av Australien och delar av New South Wales.

#### Återvändande bumeranger
Återvändande bumeranger är främst kända för att kunna flyga i en vid cirkel och återvända till kastaren, så att denne kan fånga upp den i flykten. De återvändande bumerangerna har tillkommit under sen tid, vanligen bedömt som under senaste 200 åren. De första framställdes i New South Wales och har sedan spridits över huvuddelen av kontinenten. Huvudsyftet med dessa bumeranger var sport, skicklighetstävlingar, nöje och allmänt tidsfördriv och används fortfarande som sådana.

##### Vanlig bumerang

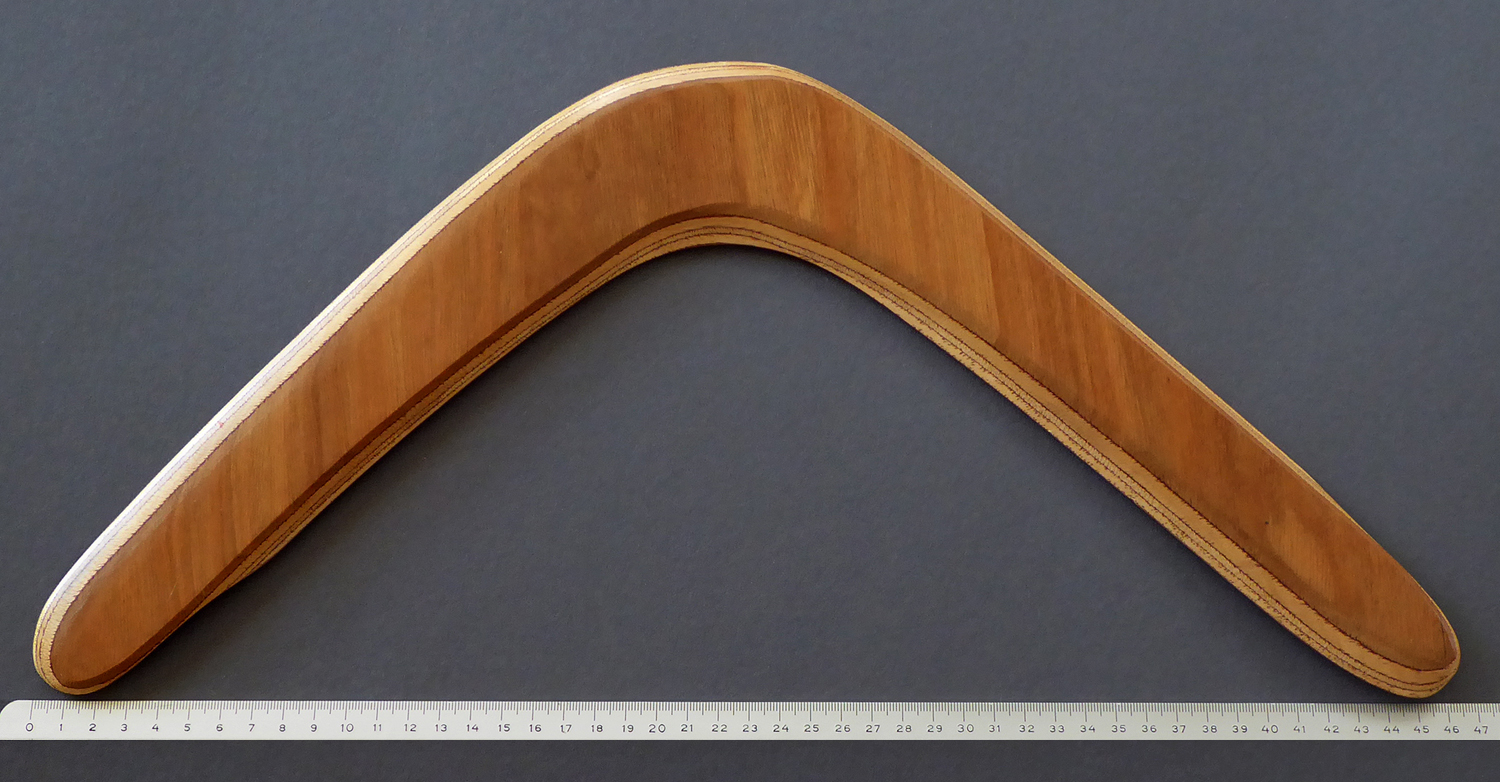
Bumerang för lek eller tävling.

Denna bumerangtyp är vinkelformad till ungefär 90°, se bild, och används numer som tävlingsredskap världen över. Tävlingsbumeranger tillverkas ofta av den tävlande själv av trä, plast eller aluminium för att uppnå önskade egenskaper.

##### U-formad bumerang
Den U-formade bumerangen är uttalat böjd på mitten så den närmar sig en ”U-form” men den har väsentligen likartade egenskaper som den vanliga återvändande typen. Den uppstod längst upp i norra Queensland. Den är flat på ena sidan och rundad på den andra och flygsträckan är vanligen kortare än för den vanliga bumerangtypen.

##### Y-formad bumerang
Den Y-formade bumerangen utvecklades för några decennier sedan av aboriginer i Cairnsområdet i Queensland och tillverkas av en enda rot som vuxit till önskad form. Dessa bumeranger är både svårkastade och svåra att fånga, särskilt som kastaren måste fånga dem i en av gaffeländarna. Träffar bumerangen ett djur, människa eller föremål kan den orsaka förödande skador då den del som träffar kan tränga in som ett spjut eller kniv.

##### X-formad bumerang
Den X-formade bumerangen är en återvändande bumerang från Tully-regionen i Norra Queensland och den förekommer inte allmänt någon annanstans i Australien. Den består av två korsade delar ackaciaträ som är 35–40 mm tjocka och cirka 45 cm långa. De binds samman på mitten till ett kors som ursprungligen fixerades med bivax som mjukats i solen och efter sammanfogningen av delarna fick svalna och härdas. Bumerangerna målas vanligtvis med jordpigment som när de kastas och ser vackra ut. De X-formade bumerangerna används även i dag som tävlingsredskap där svårigheten ligger i att fånga in den när den återkommer för att kastet skall godkännas.

### Kastvidder och flygtider
Det finns mycket varierade uppgifter men Boomerang Association of Australia anger i maj 2018 godkänt längsta tävlingskast till 238 m satt i Schweiz 1999; längsta flygtiden (MTA-Unlimited) till 6 minuter 20,59 sekunder satt i Italien 2010. Utanför tävling, men dokumenterat, anges ett kast där bumerangen fångades in cirka 70 m från kastpunkten efter 17 minuter och 6 sekunder. Bumerangen hade fångats upp av termikvind och antas ha nått en höjd på över 200 m. På Youtube finns kast på över 400 m, där bumerangen fastnade i ett träd.
Kastrekordet för icke återvändande bumerang anges till 50 m satt i Australien 2002.